# Władimir Płotnikow (piłkarz)
Władimir Płotnikow (ros. Владимир Плотников, ur. 3 kwietnia 1986) – kazachski piłkarz grający na pozycji bramkarza.

## Kariera piłkarska

### Kariera klubowa
Płotnikow rozpoczął karierę w 2007 roku w FK Tarazie. Od 2008 roku gra w kazachskich klubach takich jak FK Ałmaty, Kajrat Ałmaty, Cesna Ałmaty, FK Atyrau i Żetysu Tałdykorgan. Od 2015 roku ponownie gra w Kajracie Ałmaty.

### Kariera reprezentacyjna
W reprezentacji Kazachstanu zadebiutował 29 marca 2016 roku w meczu towarzyskim przeciwko Gruzji. Jego drugim występem był przegrany 1:2 mecz z Bułgarią.
| Mecze i gole w reprezentacji | Mecze i gole w reprezentacji | Mecze i gole w reprezentacji | Mecze i gole w reprezentacji | Mecze i gole w reprezentacji | Mecze i gole w reprezentacji | Mecze i gole w reprezentacji |
| Kazachstan                   | Kazachstan                   | Kazachstan                   | Kazachstan                   | Kazachstan                   | Kazachstan                   | Kazachstan                   |
| Lp.                          | Data                         | Miasto                       | Przeciwnik                   | Gol                          | Wynik                        | Rozgrywki                    |
| ---------------------------- | ---------------------------- | ---------------------------- | ---------------------------- | ---------------------------- | ---------------------------- | ---------------------------- |
| 1.                           | 29.03.2016                   | Tbilisi                      | Gruzja                       |                              | 1:1                          | towarzyski                   |
| 2.                           | 26.03.2018                   | Felcsút                      | Bułgaria                     |                              | 1:2                          | towarzyski                   |